# كيد شاميليون
كيد شاميليون (بالانجليزية:Kid Chameleon) لعبة فيديو من تطوير سونيك تيم ونشر سيجا وتم إصدارها في 28 مايو 1992 وتعمل على جهاز ميجا درايف.

## روابط خارجية
- كيد شاميليون على موبي غيمز